# Herrarnas C-2 500 meter i kanotsport vid olympiska sommarspelen 1992
Herrarnas C-2 500 meter vid olympiska sommarspelen 1992 hölls i Castelldefels i Spanien. 

## Medaljörer
| Gren         | Guld                                          | Silver                            | Brons                                       |
| C2 500 meter | OSS Dzmitryj Daŭhaljonak Aljaksandr Masiajkoŭ | Tyskland Ulrich Papke Ingo Spelly | Bulgarien Martin Marinov Blagovest Stojanov |

## Resultat

### Heat
| Heat 1 |                                                     |         |    |
| 1.     | Gheorghe Andriev och Nicolae Juravschi (ROU)        | 1:43.89 | QF |
| 2.     | Martin Marinov och Blagovest Stojanov (BUL)         | 1:44.00 | QF |
| 3.     | Didier Hoyer och Olivier Boivin (FRA)               | 1:44.46 | QS |
| 4.     | Dzmitryj Daŭhaljonak och Aljaksandr Masiajkoŭ (EUN) | 1:45.25 | QS |
| 5.     | Arne Nielsson och Christian Frederiksen (DEN)       | 1:49.58 | QS |
| 6.     | Juan Aballí och Fernando Zamora (CUB)               | 1:53.50 | QS |
| 7.     | José Martínez och José Ramón Ferrer (MEX)           | 1:55.50 | QS |
| 8.     | Katsuya Toyama och Tsunehisa Uchino (JPN)           | 1:55.69 | QS |
| Heat 2 |                                                     |         |    |
| 1.     | Ulrich Papke och Ingo Spelly (GER)                  | 1:40.53 | QF |
| 2.     | Attila Pálizs och György Kolonics (HUN)             | 1:41.71 | QF |
| 3.     | Jan Bartůněk och Waldemar Fibigr (TCH)              | 1:42.42 | QS |
| 4.     | Larry Cain och David Frost (CAN)                    | 1:43.12 | QS |
| 5.     | Narcisco Suárez och Enrique Míguez (ESP)            | 1:43.63 | QS |
| 6.     | Stewart Carr och James Terrell (USA)                | 1:46.85 | QS |
| 7.     | Tomasz Darski och Andrzej Sołoducha (POL)           | 1:46.93 | QS |

### Semifinaler
| Semifinal 1 |                                                     |         |    |
| 1.          | Dzmitryj Daŭhaljonak och Aljaksandr Masiajkoŭ (EUN) | 1:40.74 | QF |
| 2.          | Arne Nielsson och Christian Frederiksen (DEN)       | 1:41.58 | QF |
| 3.          | Jan Bartůněk och Waldemar Fibigr (TCH)              | 1:42.18 | QF |
| 4.          | José Martínez och José Ramón Ferrer (MEX)           | 1:46.55 |    |
| 5.          | Stewart Carr och James Terrell (USA)                | 1:46.62 |    |
| 6.          | Katsuya Toyama och Tsunehisa Uchino (JPN)           | 1:47.58 |    |
| Semifinal 2 |                                                     |         |    |
| 1.          | Didier Hoyer och Olivier Boivin (FRA)               | 1:42.09 | QF |
| 2.          | Larry Cain och David Frost (CAN)                    | 1:42.35 | QF |
| 3.          | Tomasz Darski och Andrzej Sołoducha (POL)           | 1:42.72 |    |
| 4.          | Enrique Míguez och Narcisco Suárez (ESP)            | 1:42.82 |    |
| 5.          | Juan Aballí och Fernando Zamora (CUB)               | 1:43.04 |    |

### Final
| Gold   | Dzmitryj Daŭhaljonak och Aljaksandr Masiajkoŭ (EUN) | 1:41.54 |
| Silver | Ulrich Papke och Ingo Spelly (GER)                  | 1:41.68 |
| Bronze | Martin Marinov och Blagovest Stojanov (BUL)         | 1:41.94 |
| 4.     | Gheorghe Andriev och Nicolae Juravschi (ROU)        | 1:42.84 |
| 5.     | Arne Nielsson och Christian Frederiksen (DEN)       | 1:42.92 |
| 6.     | Didier Hoyer och Olivier Boivin (FRA)               | 1:43.04 |
| 7.     | Attila Pálizs och György Kolonics (HUN)             | 1:43.27 |
| 8.     | Jan Bartůněk och Waldemar Fibigr (TCH)              | 1:44.70 |
| 9.     | Larry Cain och David Frost (CAN)                    | 1:45.76 |